# Carl von Geyer

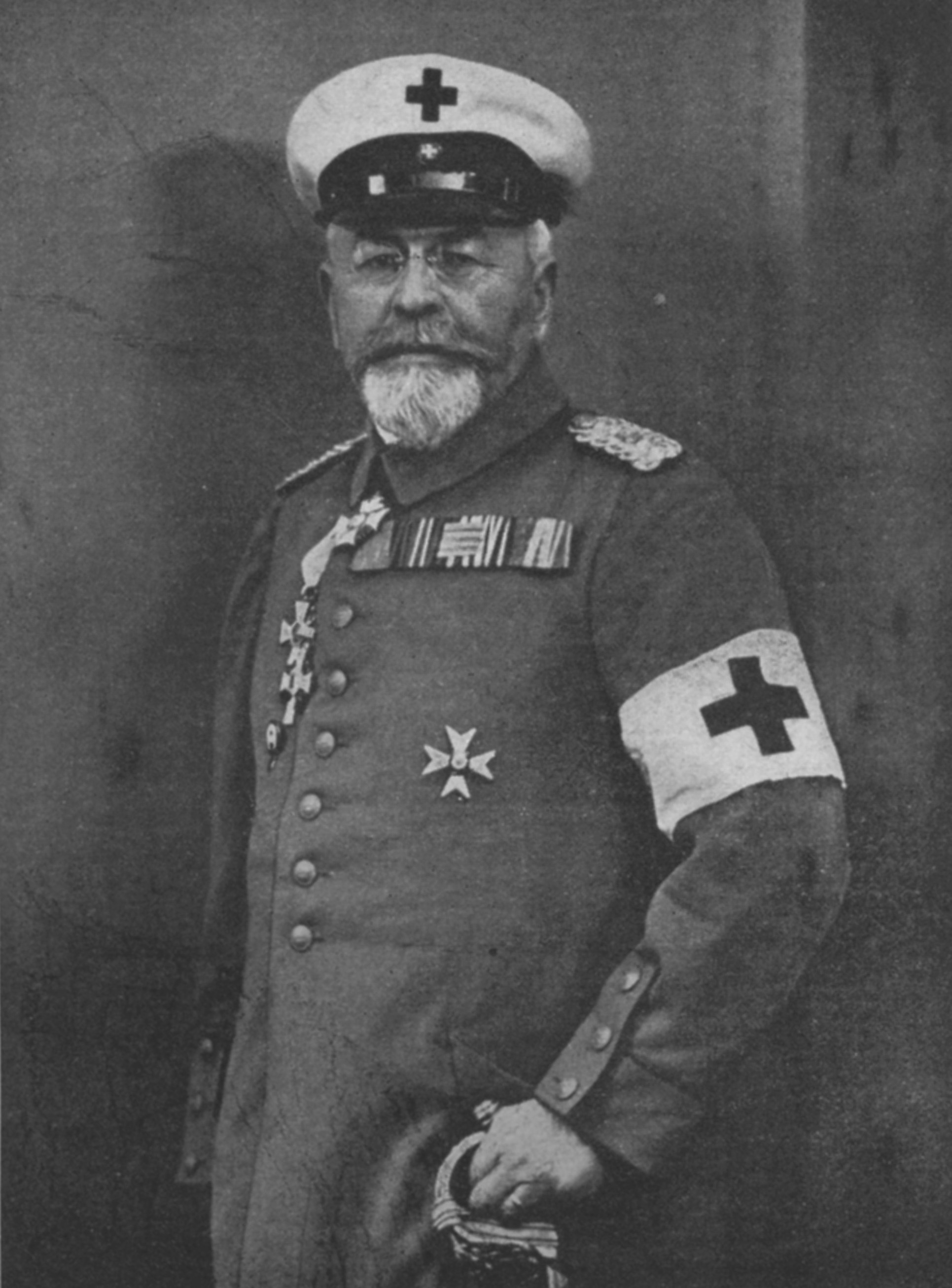
Carl von Geyer

Carl von Geyer (auch Karl von Geyer; * 8. Februar 1851 in Stuttgart; † 17. Oktober 1922 in Stuttgart) war ein deutscher Versicherungsdirektor und Verbandsfunktionär.

## Leben
Carl von Geyer leistete 1869 seinen Militärdienst als Einjährig-Freiwilliger im 1. Württembergischen Infanterie-Regiment ab. 1870/71 nahm er am Feldzug gegen Frankreich teil, in dem er verwundet und am 2. Dezember 1870 gefangen genommen wurde. Er studierte Jura in Tübingen und Leipzig und wurde 1872 Mitglied der Tübinger Studentenverbindung Akademische Gesellschaft Stuttgardia. Auch im Ersten Weltkrieg war er im Kriegseinsatz, unter anderem als Territorialdelegierter der freiwilligen Krankenpflege für Württemberg.
Von Geyer stand lange Jahre der Württembergischen Feuerversicherung vor. Überdies war er Präsident des Württembergischen Roten Kreuzes.
Seit 1879 war er verheiratet mit Lina, geb. Firnhaber. Das Paar hatte drei Söhne und eine Tochter.

## Auszeichnungen
- 1871: Silberne (später goldene) Württembergische Militär-Verdienstmedaille
- Eisernes Kreuz 2. Klasse am schwarz-weißen Bande
- Charlottenkreuz
- Preußische Rote-Kreuz-Medaille

## Schriften
- Erlebnisse eines württembergischen Feldsoldaten im Kriege gegen Frankreich und im Lazaret zu Paris 1870/71. Beck, München 1890.
- Verwundet und kriegsgefangen in Paris unter dem Schutze des Roten Kreuzes 1870/71. Kriegeserlebnisse eines Württembergers. Kohlhammer, Stuttgart 1910 (Digitalisat).
- Der Entwurf eines neuen Gebäudebrandversicherungsgesetzes für das Königreich Württemberg – Kritische Betrachtungen und Änderungsvorschläge. Kohlhammer, Stuttgart 1913.
- Bemerkungen über die Beschlüsse der Ersten Kammer zu dem Entwurf eines neuen Gebäudebrandversicherungsgesetzes für das Königreich Württemberg. Kohlhammer, Stuttgart 1914.